# 1559
| 1559               |
| ------------------ |
| Dødsfald - Fødsler |
|                    |

| Gregoriansk kalender | 1559 MDLIX              |
| Ab urbe condita      | 2312                    |
| Armensk kalender     | 1008 ԹՎ ՌԸ              |
| Kinesiske kalender   | 4255 – 4256 戊午 – 己未 |
| Etiopisk kalender    | 1551 – 1552             |
| Jødisk kalender      | 5319 – 5320             |
| Hindukalendere       |                         |
| - Vikram Samvat      | 1614 – 1615             |
| - Shaka Samvat       | 1481 – 1482             |
| - Kali Yuga          | 4660 – 4661             |
| Iransk kalender      | 937 – 938               |
| Islamisk kalender    | 966 – 967               |

Konge i Danmark: Christian 3. 1534-1559 og Frederik 2. 1559-1588
Se også 1559 (tal)

## Begivenheder
- De fransk-italienske krige afsluttes med traktaten i Cateau-Cambrésis.
- Frederik II bestiger den danske trone.
- Johan Rantzau angriber på den nye konges ordre bonderepublikken Ditmarsken for at hævne det danske nederlag i 1500.
- 15. januar – Elizabeth 1. af England krones i London
- 24. marts - får København særlige handelsprivilegier
- I juni bryder det hidtil voldsomste købstadsoprør ud i Stubbekøbing, borgmesteren, råder og byfogeden bliver afsat af borgerne i byen og der bliver valgt nye, kongen anerkender ikke handlingerne og bagmændene henrettes.
- 20. august - Frederik 2. krones i Vor Frue Kirke i København af Biskop Niels Palladius fra Skåne Stift.

## Dødsfald
- 1. januar: Christian III dør på Koldinghus.
- 25. januar: Den afsatte Christian II dør på Kalundborg Slot